# Hopkinson Smith
Hopkinson Smith (Nova York, 1946) és un llaütista estatunidenc, especialitzat en música antiga.
Nascut a Nova York, es graduà a Harvard en Música (Tesis The pavans of Daniel Bacheler). L'any 1973 anà a Europa a estudiar amb Emili Pujol, un gran pedagog en la tradició artística catalana, i amb Eugen Dombois, professor de la Schola Cantorum Basiliensis, que l'influencià amb el seu sentit d'unitat entre intèrpret, instrument i període històric.
En la dècada de 1970, Hopkinson Smith va formar part del grup Hespèrion XX fundat per Jordi Savall, amb el que col·laborà 10 anys practicant música de cambra, fet que fou un creatiu complement al seu treball com a solista.
Des de mitjans de la dècada de 1980, Hopkinson Smith s'ha centrat a interpretar com a solista música per antics instruments de corda pinçada, incloent-hi la Viola de mà (vihuela), llaüt renaixentista i barroc, tiorba, i guitarres renaixentistes i barroques.
Amb els seus recitals i més de 20 gravacions com a solista, ha descobert i donat vida a múltiples obres de música antiga. Les seves gravacions de llaüt de Sonates i partites per a violí sol de Johann Sebastian Bach han estan reconegudes per la revista Gramophone.
Internacionalment reconegut com una personalitat en l'àmbit de la música antiga i un dels llaütistes més importants del món, Hopkinson Smith fa concerts i classes magistrals a Europa, Àsia, Austràlia i Amèrica. Viu a Basilea, Suïssa, on és professor de la Schola Cantorum Basiliensis i ha format músics com Rolf Lislevand, Xavier Díaz-Latorre o el granollerí Rafel Sala.